# Edgard Guillén
Edgar Maximiliano Guillén Mendoza (Arequipa, 1938) es un actor y director de teatro peruano

## Biografía
Guillén ingresó a los 18 años a estudiar Medicina en la Universidad de San Marcos, pero les dijo a sus padres que no había ingresado y se inscribió en la Escuela de Teatro de esta universidad: el Teatro Universitario de San Marcos. En 1961 viajó a Colombia con una compañía de teatro español luego a Europa, donde permanece seis años. En ese tiempo permanece tres años en Madrid-España haciendo teatro, visita Holanda,y permanece en Ámsterdam 1 año completo luego Alemania, Bélgica, Inglaterra y Francia. Desde Dusseldorf-Alemania regresa al Perú e inmediatamente pone en escena la obra de Peter Shaffer "Ejercicio para cinco dedos" luego forma su grupo "Pequeño Teatro", y así comienza como director teatral. En 1966 estrena en el Teatro La Cabaña la obra que Juan Gonzalo Rose escribiera para él, "Carnet de identidad". Es la obra más representada por el actor.
Fue el primer actor en el Perú que trató el tema homosexual en las tablas con las obras "Ejercicio para cinco dedos", "La locura de la señora Bright", "El amor de los unos y los otros", "Greta  Garbo quien diría vive en un cuchitril", "La escalera", "El amor del otro lado" y "Los muchachos de la banda". Además, participó en fotonovelas.
A causa de un problema económico llevado con la Sunat, desde 1995 abre las puertas de su casa como (Teatro en mi casa) con "Carnet de identidad". Antes de iniciar una larga serie de unipersonales se cuestiona como actor junto a Mario Delgado, director del grupo de teatro peruano Cuatrotablas en la pieza escénica "Los viejos papeles a Konstantin Stanislavsky con amor". Su primer unipersonal es "Sara Bernhardt y las memorias de mi vida", al que le siguen "Domestic Shakespeare", "Una mirada desde el jardín de los cerezos", "Emily", "La voz Humana", "La locura de la Señora Bright", "Ricardo III", "Fausto", que permanece en cartelera durante nueve años en Teatro en mi casa. Sus últimas creaciones escénicas son: "Buscando a Kazuo Ohno" y "La misa de Hécuba". En 2008 Ricardo III recibió el respaldo de la Escuela Nacional de Arte Dramático para realizarse fuera de casa.